# Ludwig Jacobi
Ludwig Herrmann Wilhelm Jacobi (* 31. März 1816 in Schwedt; † 11. Oktober 1882 in Berlin) war ein preußischer Beamter und Politiker.

## Leben
Nach dem Besuch des Gymnasiums in Danzig studierte Jacobi in Berlin und Bonn. Anschließend unternahm er mehrere Reisen durch Deutschland und nach Paris, um industrielle Studien zu betreiben.
Er war 1837 Auskulator am Oberlandesgericht in Posen. Er wurde 1840 zum Regierungsassessor ernannt. Er war als solcher in Danzig, Gumbinnen und Köslin tätig. Im Jahr 1844 wechselte er zur Generalkommission nach Münster. Jacobi war 1848 Hilfsarbeiter im Handelsministerium und ging 1849 im Range eines Regierungsrates zur Bezirksregierung nach Arnsberg. In dieser Zeit nahm er erheblichen Einfluss auf die wirtschaftliche Entwicklung des Regierungsbezirks. Ab 1860 war er Geheimer Regierungsrat im Innenministerium. Aus politischen Gründen wurde er 1864 zur Regierung nach Liegnitz strafversetzt. Der Hintergrund war, dass er sich 1863 schriftlich gegen die nach seiner Ansicht verfassungswidrige Pressegesetzgebung geäußert hatte. Daraufhin wurde ihm eine ultraliberale Gesinnung unterstellt. Im Jahr 1882 schied Jacobi aus dem Staatsdienst aus.
Er war zwischen 1867 und 1882 Mitglied des Preußischen Abgeordnetenhauses. Dort gehörte er der Kommission für Handel und Gewerbe an. Von 1871 bis 1876 und noch einmal von 1881 bis 1882 war er auch Mitglied des Reichstages. Er gehörte der Nationalliberalen Partei an.
Er veröffentlichte verschiedene Schriften zur Gewerbestatistik im Regierungsbezirk Arnsberg. Sein Werk über das Berg-, Hütten- und Gewerbewesen im Regierungsbezirk Arnsberg von 1857 war die erste wirtschaftsstatistische Darstellung dieser Region. Er hat dort neben den reinen Zahlen auch gemahnt, die industrielle Entwicklung zum „Wohl der Menschheit“ zu gestalten. Unter anderem hat er die Gründung von Arbeiterunterstützungskassen gefordert. Er schrieb auch über die Zustände in Schlesien, über das Versicherungswesen und weitere Themen. Jacobi gab auch die Zeitschrift des Deutschen Beamtenvereins heraus. Er war Vorsitzender des Liegnitzer Vereins zur Unterstützung der Kriegerfamilien.

## Schriften
- Das Berg- Hütten- und Gewerbewesen des Regierungsbezirks Arnsberg. 1857.
- Die Verbindlichkeit zum Schadenersatze für die bei dem Betriebe von Eisenbahnen, Bergwerken, Fabriken etc. herbeigeführten Tödtungen und Körperverletzungen. 2. Auflage. 1874.
- Die Gewerbegesetzgebung im deutschen Reiche. 1874.
- Beiträge zum Abschätzungsverfahren bei Expropriationen von Grundstücken. 2. Auflage. 1876.
- Ueber Verarmung und Entsittlichung der arbeitenden Klassen.